# Фридлендер, Макс
Макс Якоб Фридлендер (нем. Max Jakob Friedländer; 5 июня 1867, Берлин — 11 октября 1958, Амстердам) — немецкий историк и теоретик искусства еврейского происхождения. Наряду с Б. Бернсоном крупнейший представитель теории и практики знаточества. Ученик Вильгельма фон Боде. В 1924—1933 годах первый директор Картинной галереи Музея кайзера Фридриха в Берлине. Основные труды Фридлендера посвящены немецкому и нидерландскому искусству XV—XVI веков. Некоторые работы Фридлендер публиковал под псевдонимом Роберт Брейер (Robert Breuer).

## Биография

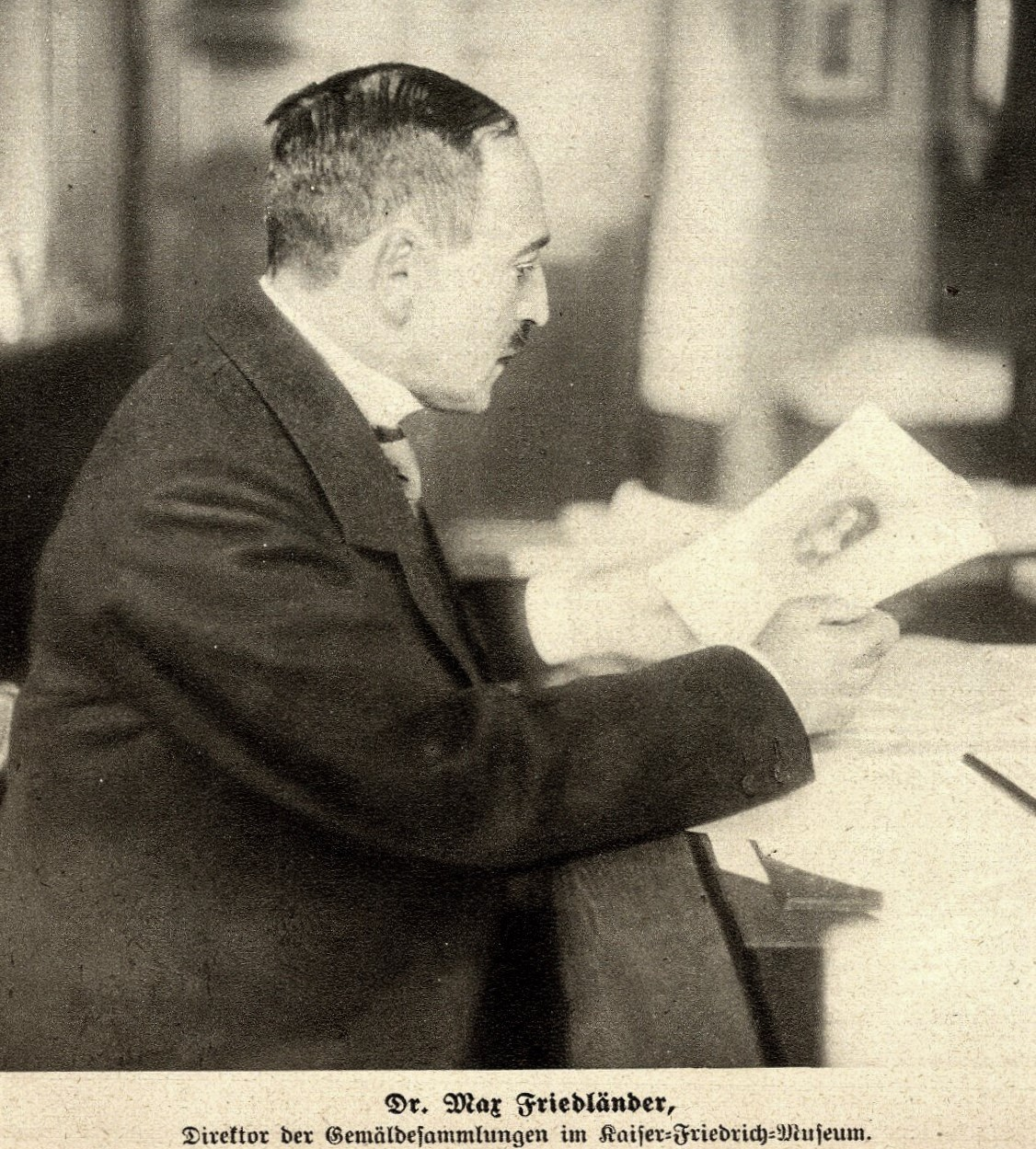
Макс Фридлендер — директор Картинной галереи Музея кайзера Фридриха. Берлин, 1913

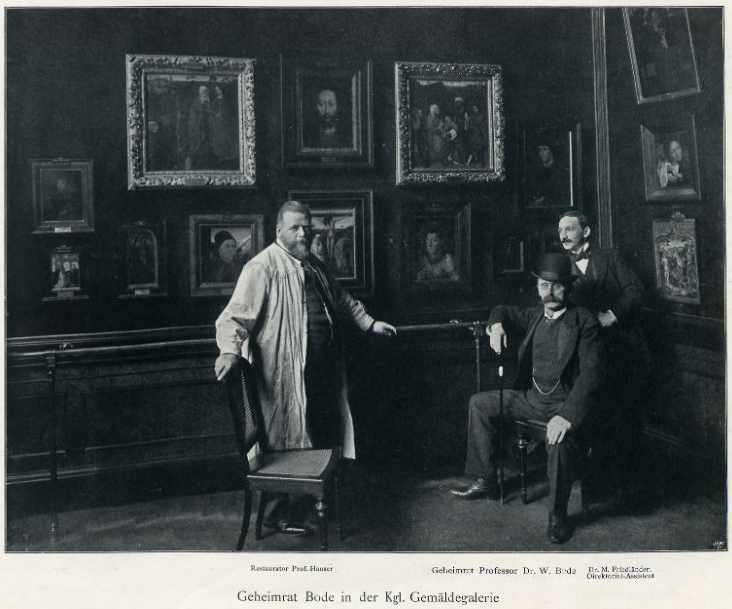
Вильгельм фон Боде (сидит) в Королевской картинной галерее. Справа: его помощник Макс Фридлендер. 1903

Макс Фридлендер был сыном берлинского банкира Леопольда Фридлендера (1832—1896) и его жены Элен, урожденной Нётер. Как он сам сказал, близость к музеям сформировала его детство: «Я родился в Берлине в двухстах метрах от музея и дважды провалился в школе, потому что слишком много времени проводил в картинной галерее».
Макс посещал гимназию Фридриха-Вердерше в Берлине. Изучал историю искусств и классическую археологию в Мюнхене с зимнего семестра 1887/88 года и в Лейпциге с летнего семестра 1888 года. Зимний семестр 1888/89 года он провел во Флоренции, где изучал итальянское искусство под руководством Августа Шмарзова. Лето 1890 года он провёл в Мюнхене, изучая местные музеи. В феврале 1891 года получил докторскую степень, защитив диссертацию о творчестве Альбрехта Альтдорфера под руководством Антона Шпрингера в Лейпциге.
Фридлендер начал свою научную карьеру в 1891 году в качестве стажёра у Фридриха Липмана в Гравюрном кабинете в Берлине, где он, вероятно, встретил Вильгельма фон Боде. Он остался сверх срока ещё на год, прежде чем начать работать ассистентом Людвига Шайблера в графической коллекции Музея Вальрафа-Рихарца в Кёльне.
После возвращения в Берлин в 1896 году Макс Фридлендер до 1933 года работал в Берлинской картинной галерее, с 1904 года — вторым директором (под руководством Вильгельма фон Боде), с 1924 года — первым директором. С 1908 по 1930 год он также возглавлял Гравюрный кабинет. В это время он публиковал статьи под псевдонимом Роберт Брейер. Однако после того, как национал-социалисты пришли к власти в 1933 году, он был уволен как «неарийец».
В 1939 году Фридлендер эмигрировал в Нидерланды. После оккупации Нидерландов в 1940 году ему, как еврею, грозила опасность быть депортированным в лагерь смерти на востоке. В то же время для оккупационной власти Фридлендер был востребованным специалистом, поскольку национал-социалисты, и прежде всего, Герман Геринг, собиравший картины нидерландских художников, ценили его, как знатока ранней нидерландской живописи XV и XVI веков. Поэтому Геринг защитил Фридлендера от преследований евреев, которые вскоре начались в Нидерландах.
В 1954 году Фридлендер получил голландское гражданство. Он умер в Амстердаме в 1958 году в возрасте девяносто одного года. Похоронен в наследственном захоронении семьи Оппенгеймеров-Фридлендеров на государственном кладбище Хеерштрассе в берлинском районе Шарлоттенбург. По решению Сената Берлина место последнего упокоения Макса Й. Фридлендера (могила Erb. 2-D) с 2001 года объявлено почётной могилой земли Берлин.

## Вклад Макса Фридлендера в науку об искусстве
Фридлендер вместе с В. фон Боде формировал экспозиции и фонды знаменитого «Острова музеев» (нем. Museumsinsel) в Берлине. Он составлял каталоги коллекций, занимался изучением провенансов и атрибуции произведений. Свои многолетние исследования Фридлендер обобщил в капитальном труде «История нидерландской живописи XV—XVI веков» (Die altniederländische Malerei), начатом в 1924 и законченном в 1957 году, в который вошли описания свыше трёх тысяч произведений. Фридлендер считается величайшим авторитетом в области ранней нидерландской и ранней немецкой живописи и графики. Основные фонды Берлинской галереи и Гравюрного кабинета обязаны своим научным авторитетом «знаточеской деятельности» Фридлендера. Вслед за Джованни Морелли немецкий учёный развивал концепцию, которую он изложил в книге «Знаток искусства подлинный и мнимый» (Der Kunstkenner Echt und unecht, 1929).
Подход Фридлендера к истории искусства и музейному делу был, по сути, подходом «знатока» в специальном значении этого слова. Жермен Базен назвал Фридлендера человеком «наилучшим образом воплотившим в себе» этот тип исследователя. Проблемы правильной атрибуции произведений искусства оказалась в то время особенно актуальной. Как отмечал Базен, «за огромной массой произведений прошлого были закреплены традиционные, весьма гадательные атрибуции; как и сегодня, задача учёных заключалась в том, чтобы разграничить работы мастера и произведения его подражателей и копиистов. Для этого было необходимо определить особенности индивидуального стиля художника». Однако для такой работы не хватало объективных данных и документальных исторических свидетельств. Фридлендер стремился разграничить понятия знатока и историка искусства. Историку не дозволено эмоциональное восприятие, фантазия, интуиция, «перевоплощение в личность художника», он должен оставаться нейтральным. «Для знатока, напротив, главным критерием является его личный опыт, творческая интуиция, верный глаз и психологический такт».
Метод знаточеской атрибуции основан не на внешних в отношении произведения искусства данных (исторических событий во время создания произведения, так называемого «историко-культурного фона», обстоятельств биографии художника, упоминаний в литературных источниках, материальных трудностей работы), а на особенностях индивидуального почерка конкретного мастера, манеры и техники использования материалов. В результате на первое место выходила методика интуитивной догадки, основанной на «зрительном опыте» испытанных коллекционеров, меценатов и работников музеев. «В отличие от всех прочих атрибуционных методик и приёмов, работа „знатока“ (конессёра) состоит в мгновенном схватывании сути, интуитивной догадке, прозрении истины относительно авторства, места и времени создания произведения, поскольку первое впечатление — самое сильное и верное». Всё остальное требует проверки и обоснования, но мнение знатока — выше всех критериев. Далее оно только уточняется «методом последовательного приближения и сужения круга предположений, с использованием всевозможных способов». «Суждения глаза» знатока и оценка качества произведения искусства требуют абстрагирования от смысловой интерпретации (иконографического исследования), иконологического анализа и других специальных приёмов атрибуционной работы. Книга Фридлендера «Об искусстве и знаточестве» (Von Kunst und Kennerschaft, 1946), по замечанию Ж. Базена, «преисполнена мудрости и проницательности».
Фридлендер предпочитал «критическое прочтение, основанное на чувствительности», а не на эстетических теориях. Его деятельность была отмечена типичным для берлинцев пренебрежением к венской «формальной школе истории искусств». На протяжении всей своей жизни Макс Фридлендер фотографировал произведения искусства везде, где он находился. Его личный архив, насчитывающий около 15 000 фотографий и репродукций картин северных и южных Нидерландов XV и XVI веков, часто сопровождается примечаниями, которые включают: провенанс, атрибуции, относительное состояние и местонахождение картин. Большая часть его работ была расшифрована и оцифрована в базе данных RKDimages Голландского национального института истории искусств (RKD), образуя важный открытый архив для историков искусства.
С 2014 года Берлинская типография в сотрудничестве с меценатом и коллекционером произведений искусства Кристофом Мюллером вручает премию имени Макса Фридлендера за выдающиеся труды в области искусствознания, музейного дела и литературы об искусстве.

## Основные публикации М. Фридлендера
- Albrecht Altdorfer. Der Maler von Regensburg. Seemann, Leipzig 1891
- Meisterwerke der niederländischen Malerei des 15. und 16. Jahrhunderts. 1903.
- (Hrsg.): Des Dodes Dantz, Lübeck 1489 (= Graphische Gesellschaft. 12). Berlin 1910.
- Die Antwerpener Manieristen von 1520. In: Jahrbuch der königlich preußischen Kunstsammlungen 36, 1915, S. 65-91.
- Von Eyck bis Bruegel. Julius Bard, Berlin 1916.
- Der Holzschnitt. Reimer, Berlin 1917, 4. Auflage Berlin 1970.
- Der Kunstkenner, В., 1919 (в рус. пер. — Знаток искусства, М., 1923);
- Albrecht Dürer. Insel Verlag, Berlin 1921.
- Die niederländischen Manieristen (= Bibliothek der Kunstgeschichte. 3). Seemann, Leipzig 1921.
- Die altniederländische Malerei, Bd 1—14, В., 1924—1937;
- Echt und unecht: Aus den Erfahrungen des Kunstkenners. Cassirer, Berlin 1929.
- Von den Grenzen der Kunstwissenschaft. Stols, Den Haag 1942. Illegale Veröffentlichung als Privatdruck in den Niederlanden.
- On art and connoisseurship. Übersetzung durch Tancred Borenius. Cassirer, London 1942.
- Von Kunst und Kennerschaft, Oxford—Zürich, 1946 (рус. изд.: Макс Фридлендер, Об искусстве и знаточестве / Пер. с нем. М. Ю. Кореневой, СПб., 2001).
- Essays über die Landschaftsmalerei und andere Bildgattungen. Stols, Den Haag 1947.

На русском языке:
- Знаток искусства / Пер. В. Блоха; под ред. Б. Виппера. — Москва : Дельфин, 1923
- Литография. С приложением очерка Воинова В. В. «Литография в России» / Пер. Е. Н. Верейской. — Ленинград : Гос. ин-т истории искусств «Akademia», 1925. (Искусство современной Европы/ под ред. Н. Э. Радлова; Вып. 2).
- Главы из книги «Подлинник и подделка». О состоянии экспертизы. О подделках. Пер. с нем. К. Светлякова // Пинакотека, 6-7, 1998. С. 172—173
- Об искусстве и знаточестве / Пер. с нем. М. Ю. Кореневой. — СПб. : Наследников, 2001. (Классика искусствознания).; ISBN 5-901410-02-5
- От Ван Эйка до Брейгеля. Этюды по истории нидерландской живописи… Главы из книги. Пер. с немецкого Е. Ю. Суржаниновой и К. А. Светлякова. Послесловие К. А. Светлякова // Искусствознание, 2002, 1/02. С. 520—577.
- От Ван Эйка до Брейгеля : этюды по истории нидерландской живописи / Пер. с немецкого Е. Ю. Суржаниновой и К. А. Светлякова. — Москва : Rosebud Publishing : Роузбад Интерэктив, 2023 (Екатеринбург). — 239 с. ISBN 978-5-905712-64-7 : 1